# Calaphis neobetulella
Calaphis neobetulella är en insektsart. Calaphis neobetulella ingår i släktet Calaphis och familjen långrörsbladlöss. Inga underarter finns listade i Catalogue of Life.